# Canutillo, Texas
Canutillo là một nơi ấn định cho điều tra dân số (CDP) thuộc quận El Paso, tiểu bang Texas, Hoa Kỳ. Năm 2010, dân số của nơi này là 6321 người.

## Dân số
- Dân số năm 2000: 5129 người.
- Dân số năm 2010: 6321 người.